# هابارادووا مرکزی
هابارادووا مرکزی (به لاتین: Habaraduwa Central) یک منطقهٔ مسکونی در سری‌لانکا است که در استان جنوبی (سری‌لانکا) واقع شده‌است.